# La Gazzetta dello Sport
La Gazzetta dello Sport és un diari italià dedicat al món de l'esport, publicat per primera vegada el 3 d'abril de 1896. Va néixer com a resultat de la fusió de les publicacions Ciclista, d'Eliseo Rivera, i La Tripletta, d'Eugenio Camillo.
El diari, imprès en un característic paper de color rosa, és el més venut a Itàlia, amb un tiratge de 400.000 exemplars diaris i una difusió de més de tres milions de lectors. Des de 1996, els dissabtes inclou una revista esportiva anomenada Sportweek. A pesar de cobrir tot tipus d'esports, se centra majoritàriament en el futbol, i especialment, en l'actualitat dels equips de Milà, ciutat on s'edita.
Des de 1909 forma part activa de l'organització de la prova ciclista per etapes més important en terres italianes, el Giro d'Itàlia. El seu actual director és el periodista milanès Carlo Verdelli.

## Història
El primer número es va publicar el 3 d'abril de 1896, a temps per cobrir els primers Jocs Olímpics moderns celebrats a Atenes. El diari té la seu a Milà. El seu paper s'estén més enllà dels reportatges i les notícies, fins a la participació directa en esdeveniments importants, inclosa (des de 1909) l'organització de la cursa per etapes de ciclisme en carretera del Giro d'Itàlia.
La Gazzetta dello Sport forma part del RCS MediaGroup des de 1976. El document es va publicar en gran format fins al 2008, quan el seu format es va canviar a tabloide. El diari, publicat en paper rosa, ven més de 400.000 exemplars diaris, més els dilluns quan els lectors volen estar al dia dels esdeveniments del cap de setmana, i pot tenir un nombre de lectors superior als tres milions.
Tot i que els diaris cobreixen una àmplia gamma d'esports, el futbol té la major part de la cobertura. Amb unes 24-28 pàgines de les 40 dedicades a l'esport diàriament, gran part del periodisme és especulatiu i sensacionalista més que no pas el pur reportatge de partits. El diari té un bon historial de periodisme de campanya i va tenir un paper important en exposar l'escàndol de la Sèrie A del 2006 que va sacsejar el futbol italià i va provocar el descens de la Juventus i les penalitzacions de punts per a altres clubs líders.
El 3 d'abril de 2016, va celebrar el seu 120è aniversari imprimint el diari en verd, tal com era originalment.